# Changdao
Changdao (chinesisch 长岛县, Pinyin Chángdǎo Xiàn) ist ein ehemaliger Kreis der bezirksfreien Stadt Yantai in der ostchinesischen Provinz Shandong.  Am 5. Juni 2020 billigte der Staatsrat der Volksrepublik China einen Antrag der Provinzregierung von Shandong, den Kreis mit der ehemaligen kreisfreien Stadt Penglai zum Stadtbezirk Penglai zu verschmelzen.
Der Kreis umfasste die Miaodao-Inseln zwischen dem Gelben Meer und dem Bohai-Meer.
Er hatte eine Fläche von 56 km² und zählte im Jahr 2010 44.025 Einwohner. Sein Hauptort war die Großgemeinde Nanchangshan (南长山镇) auf der gleichnamigen Insel.
Die spätpaläolithische Beizhuang-Stätte (北庄遗址,  Beizhuang yizhi, englisch Beizhuang Site) steht seit 1996 auf der Liste der Denkmäler der Volksrepublik China (4-10).